# NGC 7312
NGC 7312 (другие обозначения — PGC 69198, UGC 12083, MCG 1-57-10, ZWG 404.23) — спиральная галактика с перемычкой (SBb) в созвездии Пегас.
Этот объект входит в число перечисленных в оригинальной редакции «Нового общего каталога».